# Cromatropo
El cromatropo o cromatoscopio es una pieza de la linterna mágica del siglo XIX. Esta pieza era una placa formada por dos cristales superpuestos y pintados con diferentes patrones helicoidales.

## Historia
El cromatoscopio fue ideado por el lanternista Henry Langdon Childe. Este era una vista para la linterna mágica y tenía la capacidad de poder producir grandes sensaciones visuales imitando un caleidoscopio. La placa (de unos 30cm de ancho y 12cm de largo) estaba formada por dos cristales pintados simétricamente que giraban de manera sincronizada e inversamente. Cuando estos se cruzaban generaban figuras abstractas que generaban en el público grandes efectos hipnóticos. El efecto quedaba reforzado por la espesor de los vidrios, que producían la ilusión óptica de colores despegados de la pantalla flotando por los aires.
Otros linternistas del siglo XIX también idearon diversas versiones de cromatropos. Le añadieron imágenes abstractas y vertiginosas, además de cierta variación de colores que recuerdan al zoótropo, un juguete de atracción popular de la época que permitía ver imágenes en movimiento a través de los orificios de un tambor circular con cortes en los laterales.